# 古楽器

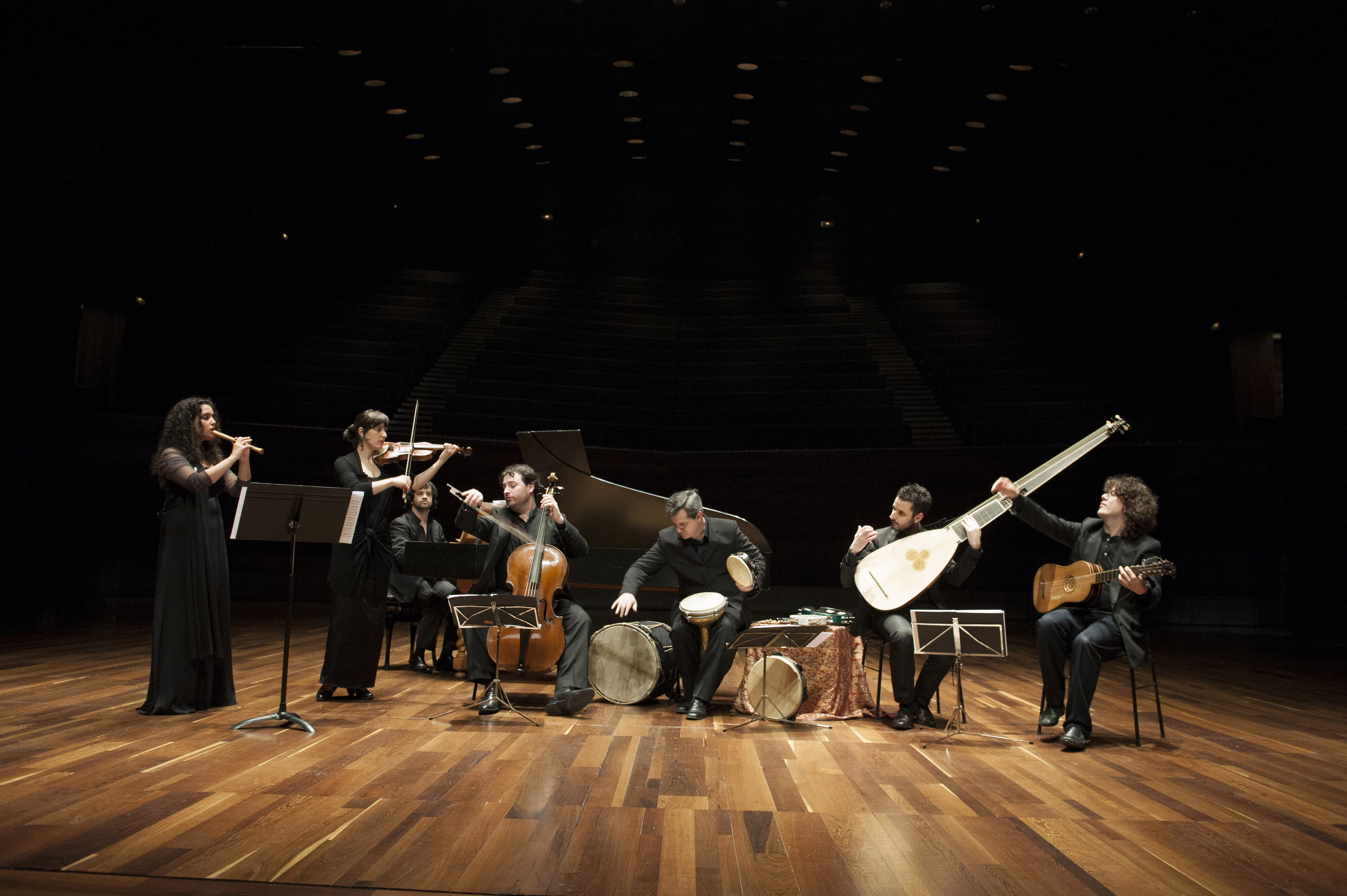
古楽器の演奏

古楽器（こがっき）は、その使用が現代に至る演奏史上で廃れた楽器、あるいは改良や変更を受ける以前の古い様式の楽器を指す。
英語では、original instruments（オリジナル楽器）もしくはperiod instruments（ピリオド楽器、時代楽器）などと呼ばれる。これに対して、20世紀ごろから標準的に用いられている様式の楽器を「モダン楽器」と呼ぶことがある。ヴァイオリン、フルート、トランペットなどの楽器は、現在に至るまで様々な改良を加えながら使い続けられてきたため、同名のモダン楽器と古楽器では、しばしばその音質や奏法に差がみられる。
古い時代に製作され、そのままの形で保存・伝承された楽器（オリジナル楽器）を演奏に用いることもあるが、それらの楽器をモデルとして、新しく製作した楽器を用いることも多い。また、ヴァイオリン属の楽器やヴィオローネなどでは19世紀以降に改造された楽器を、元の形に復元して使うこともある。
古楽器の研究・復元は19世紀末ころから始まり、特に1970年代ころから古楽器を用いた演奏とともに盛んとなった。古楽器を用いることによって、古い音楽の作曲当時の音響を再現できるだけでなく、モダン楽器では無理が生じるアーティキュレーションなどをより自然に演奏できる。現在ではバロック時代以前の音楽の演奏には作曲年代に応じた古楽器を用いることが一般的であり、古典派以降の音楽についても、史的考証に基づいて演奏に古楽器を用いることが少なくない。

## 主な古楽器
- 管楽器
  - リコーダー
  - フラウト・トラヴェルソ
  - ショーム
  - バロック・オーボエ
  - オーボエ・ダモーレ
  - オーボエ・ダ・カッチャ
  - シャリュモー
  - バセットホルン
  - ナチュラル・トランペット
  - スライド・トランペット
  - ナチュラル・ホルン
  - コルノ・ダ・カッチャ
  - クルムホルン
  - コルネット（ツィンク）
  - サックバット（サグバット）
  - セルパン
  - オフィクレイド
  - ポンマー（ポマー）（英語版）
- 弦楽器
  - バロック・ハープ（トリプル・ハープ）
  - ルネサンス・ハープ
  - ゴシック・ハープ
  - ヴィオール属
  - ヴィオラ・ダ・ガンバ
  - ヴィオラ・ダモーレ
  - ヴィオラ・ポンポーサ（チェロ・ピッコロ）
  - ヴィオローネ
  - バロック・ヴァイオリンなどヴァイオリン属の古楽器
  - バリトン
  - レベック
  - プサルテリウム（プサルテリー）
  - ハーディ・ガーディ
  - シターン
  - リュート
  - テオルボ・キタローネ
  - ビウエラ
  - オルファリオン
- 鍵盤楽器
  - チェンバロ
  - ヴァージナル
  - スピネット
  - クラヴィコード
  - タンゲンテンフリューゲル（英語版）
  - フォルテピアノ
  - ポルタティフ・オルガン（en:Portative organ）
  - パイプオルガン

## 古楽器の調律
古楽器による演奏では、現代のA=440Hzという基準とは異なったピッチが用いられることが多い。現在バロック音楽の演奏にあたっては、A=440Hzよりも半音低いA=415Hz（A=440HzのG#に相当）のピッチが最も一般的に用いられている。他にもさらに半音低いA=392Hz（A=440HzのGに相当）や半音高いピッチであるA=465Hz（A=440HzのA#に相当）などが採用されることもある。ただし、これらのピッチの数値は、現代の古楽器演奏で用いられる例である。史実をある程度反映してはいるが、当時はより多様なピッチが用いられており、A=415HzやA=392Hzという数値は、演奏の便宜をはかるために、A=440Hzを基準に平均律の半音間隔で設定されたものにすぎず、実際にそのような基準ピッチが歴史上使われていたわけではない。また音律についても平均律ではなく、各種古典調律のうち作曲年代や地域等を考慮して相応しいものから選択して採用することが多い。